# Regenbogenschule Nauen

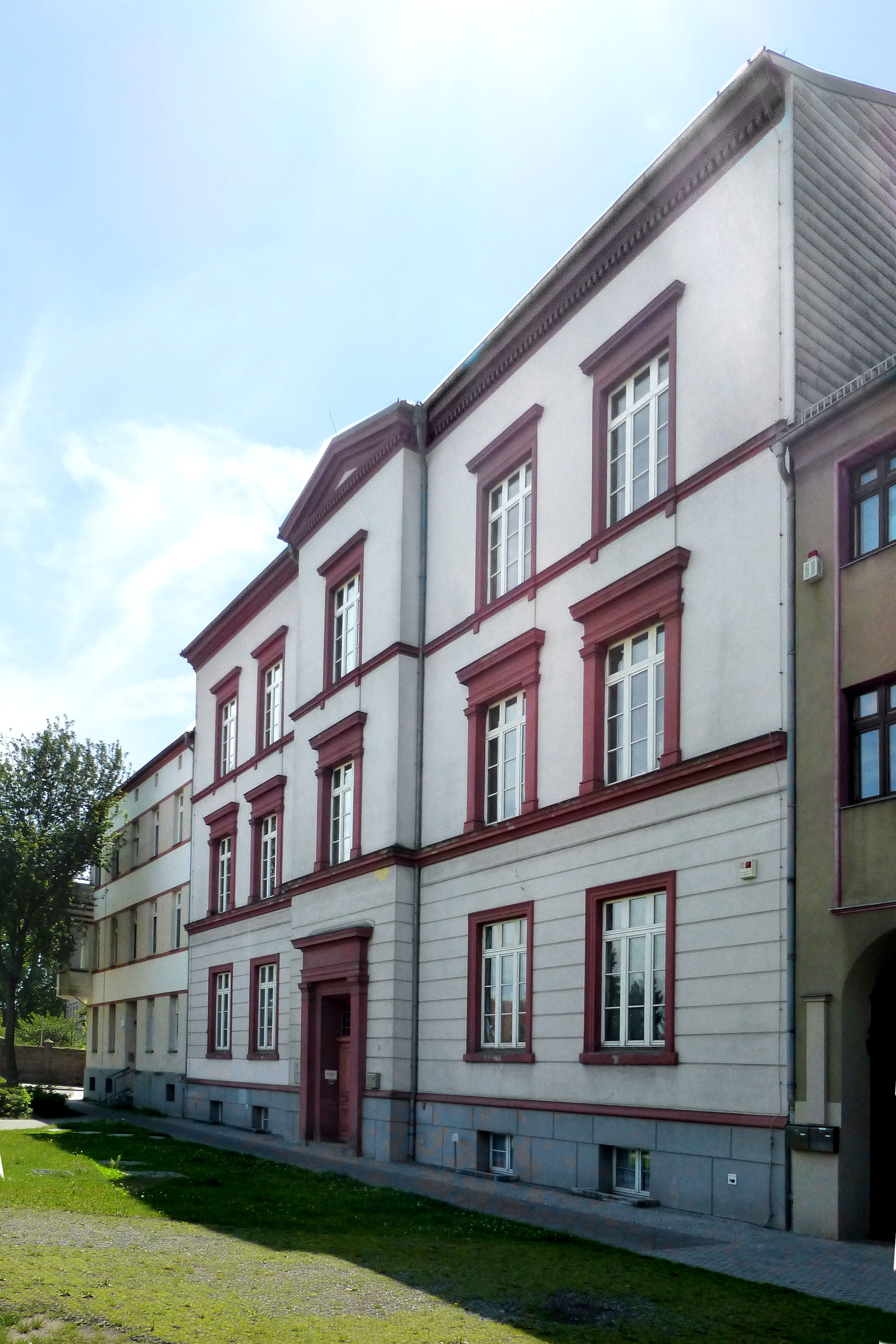
Unterrichtsgebäude (2017)

Die Regenbogenschule Nauen ist eine Schule mit dem sonderpädagogischen Schwerpunkt Lernen im brandenburgischen Nauen im Landkreis Havelland.

## Gebäude
Das Schulgebäude in der Berliner Straße 29 steht unter Denkmalschutz. Es ist massiv und verputzt und beherbergte die örtliche Knaben-Elementarschule. Erbaut wurde es im Jahr 1875.

## Pädagogisches Konzept und Schulprogramm
Die Schule ist Teil des Projekts „Schule ohne Rassismus – Schule mit Courage“. Sie verleiht die Berufsbildungsreife mit entsprechenden Abschlüssen. Zum Konzept der Schule gehört ein gewaltfreier Umgang miteinander und ein positives Lernklima durch regelmäßigen Austausch aller Beteiligten. Die Schüler sollen sich gegenseitig unterstützen und respektvoll mit den Lehrkräften umgehen. Zur Unterstützung erhalten sie Training sozialer Kompetenzen und Hausaufgabenhilfe.

## Lernangebot
Die Schule hat insgesamt 83 Schüler in den Klassenstufen 3–10. Sie werden in den üblichen Fächern unterrichtet. Religionsunterricht findet nicht statt. Außerschulisch wird ein Mathematikwettbewerb angeboten. Unterrichtet wird nach dem Klassenleiterprinzip, sodass ein Lehrer den Großteil des Unterrichts einer Klasse übernimmt. Unterstützt werden die Lehrkräfte von einer Schulsozialarbeiterin.